# Drea
Drea (szerbül Милешево / Mileševo) vajdasági település, Óbecse községhez tartozik. Két településből tevődik össze: Drea (Drljan) és Kutaspuszta (Mileševo). A dreai rész magyar, míg a kutaspusztai szerb többségű.

## Népesség

### Demográfiai változások
| 1948 | 1953 | 1961 | 1971 | 1981 | 1991 | 2002 | 2011 |
| ---- | ---- | ---- | ---- | ---- | ---- | ---- | ---- |
| 1784 | 1845 | 1908 | 1468 | 1301 | 1218 | 1118 | 911  |

## Külső hivatkozások
- Drea története Archiválva 2010. március 16-i dátummal a Wayback Machine-ben
- Kutaspuszta története Archiválva 2010. március 24-i dátummal a Wayback Machine-ben